# Mirow
Mirow – miasto w Niemczech, w kraju związkowym Meklemburgia-Pomorze Przednie, w powiecie Mecklenburgische Seenplatte, siedziba Związku Gmin Mecklenburgische Kleinseenplatte.
25 maja 2014 do miasta przyłączono gminę Roggentin, która stała się jego dzielnicą.

## Toponimia
Miasto powstałe na miejscu wcześniejszej połabskiej osady, nazwa notowana w najstarszych źródłach w formie Mirowe (1227, 1270, 1273) i Myrow(e) (1242, 1270, 1283, 1298). Pierwotna nazwa *Mirov ma pochodzenie odosobowe.

## Osoby urodzone w Mirow
- Adolf Fryderyk IV (1738–1794) – książę Meklemburgii-Strelitz
- Zofia Charlotta Mecklenburg-Strelitz (1744–1818) – księżniczka Mecklenburg-Strelitz, królowa Wielkiej Brytanii
- Ludwig Giesebrecht (1792–1873) – historyk, poeta

## Współpraca
- Fockbek, Szlezwik-Holsztyn[3]